# Marvin Friedrich
Marvin Friedrich (ur. 13 grudnia 1995 w Kassel) – niemiecki piłkarz występujący na pozycji obrońcy w niemieckim klubie Union Berlin. Wychowanek Paderborn 07, w trakcie swojej kariery grał także w takich zespołach, jak Schalke 04 oraz Augsburg. Młodzieżowy reprezentant Niemiec.